# Giancarlo Fagioli
| Odkryte planetoidy: 22 (wspólnie z Luciano Tesim) | Odkryte planetoidy: 22 (wspólnie z Luciano Tesim) | Odkryte planetoidy: 22 (wspólnie z Luciano Tesim) |
| ------------------------------------------------- | ------------------------------------------------- | ------------------------------------------------- |
| (144303) Mirellabreschi                           | 16 lutego 2004                                    |                                                   |
| (172734) Giansimon                                | 10 lutego 2004                                    |                                                   |
| (191582) Kikadolfi                                | 20 grudnia 2003                                   |                                                   |
| (198616) Lucabracali                              | 14 stycznia 2005                                  |                                                   |
| (207657) Mangiantini                              | 1 sierpnia 2007                                   |                                                   |
| (210414) Gebartolomei                             | 3 grudnia 2007                                    |                                                   |
| (214715) Silvanofuso                              | 10 października 2006                              |                                                   |
| (214953) Giugavazzi                               | 29 listopada 2007                                 |                                                   |
| (235999) Bucciantini                              | 4 kwietnia 2005                                   |                                                   |
| (280641) Edosara                                  | 6 stycznia 2005                                   |                                                   |
| (280652) Aimaku                                   | 2 lutego 2005                                     |                                                   |
| (283057) Casteldipiazza                           | 24 lipca 2008                                     |                                                   |
| (289608) Wanli                                    | 4 kwietnia 2005                                   |                                                   |
| (299134) Moggicecchi                              | 10 marca 2005                                     |                                                   |
| (300226) Francocanepari                           | 13 grudnia 2006                                   |                                                   |
| (309704) Baruffetti                               | 29 marca 2008                                     |                                                   |
| (314808) Martindutertre                           | 15 października 2006                              |                                                   |
| (315046) Gianniferrari                            | 13 lutego 2007                                    |                                                   |
| (343057) Lucaravenni                              | 15 lutego 2009                                    |                                                   |
| (364264) Martymartina                             | 11 października 2006                              |                                                   |
| (379130) Lopresti                                 | 15 lutego 2009                                    |                                                   |
| (396931) Nerliluca                                | 4 kwietnia 2005                                   |                                                   |

Giancarlo Fagioli (ur. w 1940 w Castel di Piazza) – włoski kartograf i astronom amator. Wspólnie z Luciano Tesim odkrył 22 planetoidy. Pracował w Osservatorio Astronomico della Montagna Pistoiese.
Jego nazwiskiem nazwano planetoidę (27959) Fagioli.